# 一本の電話
『一本の電話』（The Phone Call）は、マット・カービー監督による2013年のイギリスの短編ドラマ映画である。第87回アカデミー賞短編映画賞を受賞した。
日本では2018年6月にショートショートフィルムフェスティバル&アジア2018で上映された。

## プロット
危機ホットラインのカウンセラーのヘザー（サリー・ホーキンス）は妻の死後に取り乱して自殺しようとするスタンリー（ジム・ブロードベント）を説得する。

## キャスト
- ヘザー - サリー・ホーキンス
- スタンリー - ジム・ブロードベント
- ダニエル - エドワード・ホッグ（英語版）
- ジョアン - プルネラ・スケイルズ（英語版）